# Blindaje Krupp

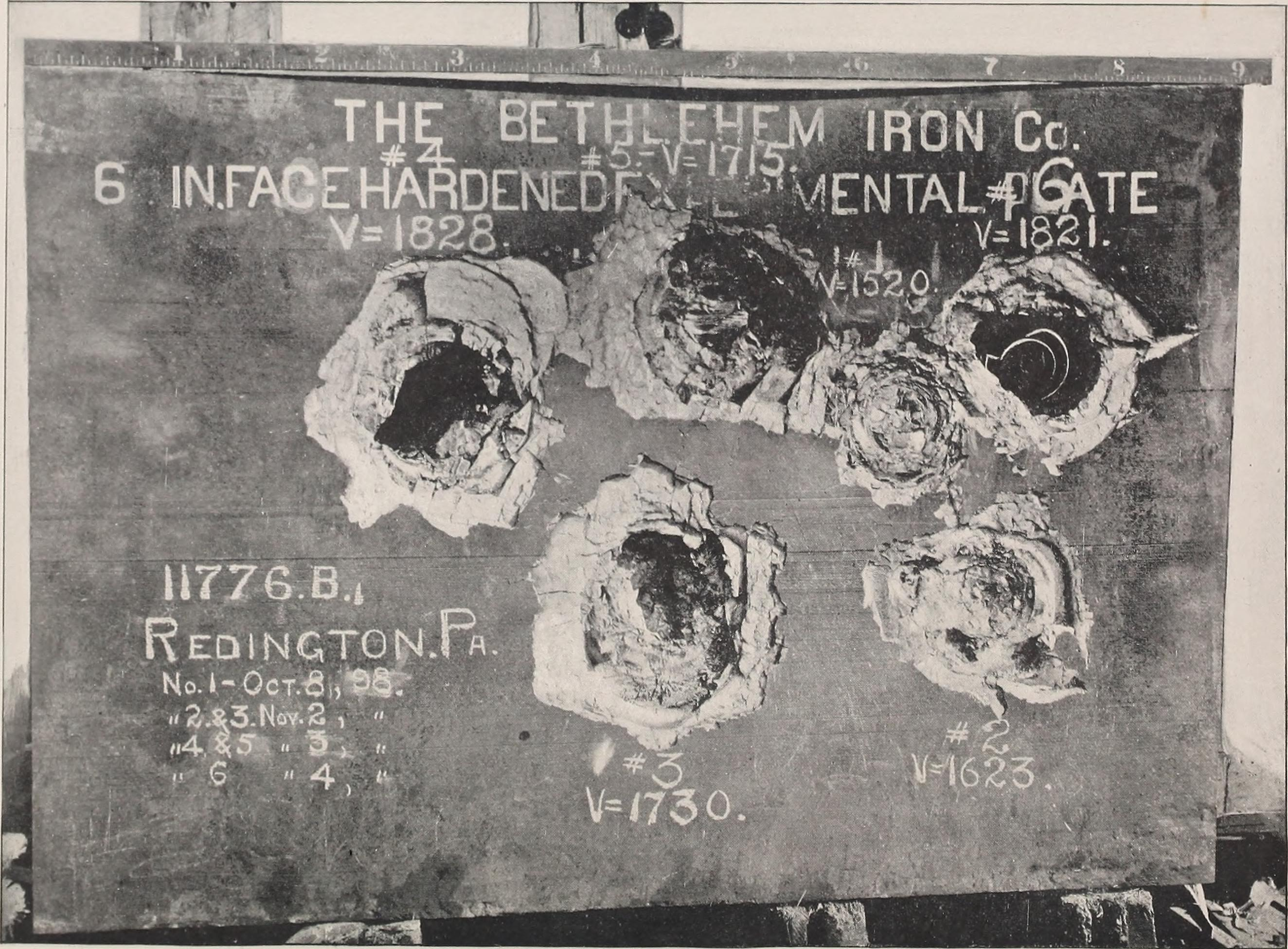
Placa experimental de de blindaje Krupp (1898)

 El blindaje Krupp fue un tipo de protección naval de acero utilizada en la construcción de buques capitales poco antes de finales del siglo XIX. Fue desarrollado por la Krupp Arms Works alemana en 1893 y rápidamente reemplazó al blindaje Harvey como método principal de protección de los buques de guerra, antes de ser sustituido a su vez por el blindaje cementado Krupp mejorado.

## Blindaje original
La fabricación inicial del blindaje Krupp fue muy similar al sistema Harvey; sin embargo, mientras que el proceso Harvey generalmente usaba níquel-acero, el proceso Krupp agregaba hasta un 1% de cromo a la aleación para darle mayor dureza. Además, mientras que el sistema Harvey estaba carburizado calentando el acero y colocando carbón en su superficie durante largos períodos (a menudo varias semanas), la armadura Krupp fue un paso más allá. En lugar de introducir carbono de manera ineficiente en la superficie con carbón, el blindaje Krupp logró una mayor profundidad de cementación de carbono aplicando gases que contienen carbono (gas de coque o acetileno) al acero calentado. Una vez que se completó el proceso de carburización, el metal se transformó en acero endurecido superficialmente por la cara calentada rápidamente, permitiendo que el calor penetrara entre el 30% y el 40% de la profundidad del acero, y luego templado rápidamente primero el lado sobrecalentado y luego ambos lados del acero con potentes chorros de agua o aceite.
El blindaje Krupp fue rápidamente adoptado por las principales potencias navales. Las pruebas balísticas demostraron que 10,2 pulgadas (25,9 cm) de armadura Krupp ofrecían la misma protección que 12 pulgadas (30,4 cm) del blindaje Harvey.

## Cementación del blindaje
A principios del siglo XX, el blindaje primigenio Krupp quedó obsoleto debido al desarrollo de la armadura cementada Krupp (también "acero cementado Krupp", "armadura K.C." o "KCA"), una variante evolucionada del blindaje original Krupp. El proceso de fabricación se mantuvo prácticamente igual, pero con ligeros cambios en la composición de la aleación: en % del total: carbono 0,35, níquel 3,90, cromo 2,00, manganeso 0,35, silicio 0,07, fósforo 0,025, azufre 0,020.
KCA conservó la cara endurecida de la armadura Krupp mediante la aplicación de gases carbonizados, pero también conservó una elasticidad fibrosa mucho mayor en la parte posterior de la placa. Esta mayor elasticidad redujo en gran medida la incidencia de astillado y grietas bajo el fuego entrante, una cualidad valiosa durante enfrentamientos prolongados. Las pruebas balísticas muestran que los blindajes KCA y Krupp eran más o menos iguales en otros aspectos.

## Blindaje homogéneo Krupp
Los avances en los blindajes endurecidos a finales del siglo XIX y principios y mediados del XX revelaron que dichas protecciones eran menos efectivas contra impactos oblicuos. La fragilidad de la capa frontal endurecida era contraproducente frente a tales impactos. En consecuencia, junto con los blindajes endurecidas como la KCA, se desarrollaron tipos de blindajes homogéneos que combinaban ductilidad y resistencia a la tracción para proteger contra impactos indirectos. El blindaje homogéneo se usaba típicamente para la armadura de cubierta, que está sujeta a impactos de mayor oblicuidad y, en algunos buques de guerra como los acorazados de clase Yamato e Iowa, para blindaje de cinturón inferior debajo de la línea de flotación para proteger contra proyectiles que aterrizan en corto y se sumergen bajo el agua.
Como ejemplos de tales blindajes se incluyen el Wotan weich (Ww) alemán y el acero de tratamiento especial (STS) estadounidense y blindajes homogéneas de Clase B.